# Ana Cristina de Oliveira
Ana Cristina de Oliveira (Lisboa, 24 de Julho de 1973) é uma modelo e atriz portuguesa.

## Biografia e Carreira
Estudou Cinema, Teatro (especialização em Shakespeare), Canto e Voz no Stela Adler Academy (em Nova Iorque). Apesar de ter experiência em Teatro (participou numa série de projectos para o Stela Adler Theatre), o reconhecimento público que lhe é auferido está associado à sua carreira no cinema. Entre Portugal, EUA e Itália, protagonizou filmes como Odete, de João Pedro Rodrigues, Tudo isto é Fado, de Luís Galvão Teles, Táxi, de Tim Story, e Amore com la “S” Maiuscola, de Paolo Costella. Participou ainda em Miami Vice, de Michael Mann (ao lado de Colin Farrell e Jamie Foxx)m e Raising Helen, de Gary Marshall.
O seu desempenho em Odete valeu-lhe o Prémio “Janine Bazin” (Belfort) em 2005. “Nenhuma mulher foi mais selvagem que a personagem principal de Odete. O instante em que se vê pela primeira vez Oliveira patinando até nós é o mais elétrico momento cinematográfico de qualquer filme deste ano” (Dennis Lim, The Village Voice, Nova Iorque, 1 de novembro de 2005).

## Filmografia
- L.A. Models (2000 - televisão)

### Como atriz
- O Clube (2020-2025) como Martina Chernoff
- Prisioneira (2019) como Letícia Drummond
- Valor da Vida (2019), como Joana
- Onde Está Elisa? (2018), como Francisca
- Carga (2018) - Sveta
- Verão M (2018) - Rosário Bettencourt
- Equal You (2007)
- Dot.com (2006)
- Miami Vice (2006)
- Odete (2005), como Odete
- Taxi (2004), como assaltante brasileira ruiva
- Tudo Isto É Fado (2004), como Lia
- Amore con la S maiuscola (2002), como Isabel
- Wonderland (2000), como Ana Christina
- Molly (1999) como Fiona
- Ao Fim da Noite (1991) como figurante - garota numa discoteca

### Participação especial
- R.U.S./H. no episódio "Pilot"
- Felicity, como "Brigette Pastercheck" no episódio "The Christening", 4 de outubro de 2000

## Vida pessoal
Casou com um empresário musical inglês, do qual se divorciou em setembro de 2014.